# Kościół Zaśnięcia Najświętszej Marii Panny w Aleppo
Katedra Zaśnięcia Najświętszej Marii Panny – katedra w Aleppo, dawniej główna świątynia metropolii Aleppo Prawosławnego Patriarchatu Antiocheńskiego. Położona jest w centrum miasta, w dzielnicy Al-Dżudajda. Wewnątrz przechowywane są zabytkowe ikony z XVII i XVIII wieku.

## Architektura
Świątynia jest budowlą murowaną. Fasada cerkwi zwieńczona jest wieżyczką z dzwonem.